# Кюль-тегін
Кюль-тегін (Kül Tigin Khan İnançu Apa Tarkan, 闕 特勒 (684 — 27 лютий 731) — політичний і військовий діяч Другого Східно-тюркського каганату, співправитель Більге-кагана, син Кутлуг-Ельтеріш-кагана.
Прославився як героїчний воїн і учасник безлічі військових походів, що забезпечили тюркам гегемонію в Центральній Азії.
У 710 разом з Тоньюкуком і Могиляном вторгся з тюркською армією в Хакасію, завдавши поразки киргизам.
У 716 запобіг перевороту і посадив на тюркський трон свого брата Могиляна (Більге-кагана).
На його честь був створений великий похоронний комплекс, важливу частину якого склав ряд балбалів — зображень вбитих ворогів, головним із яких був киргизький Барс-каган.